# Yoshitake Shima
Yoshitake Shima (島 義勇, 26 octobre 1822-13 avril 1874) est un samouraï du domaine de Saga. Il est plus tard devenu chambellan puis gouverneur de la préfecture d'Akita.

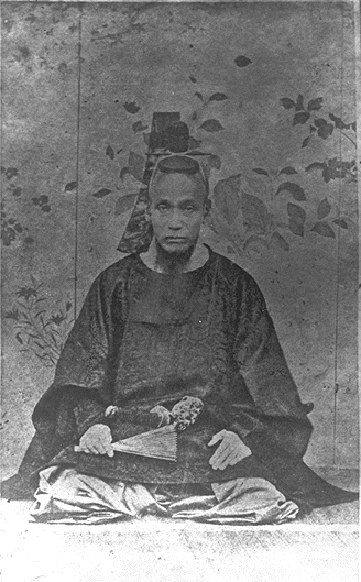

Il est connu pour sa participation à la rébellion de Saga.